# この胸のときめき
『この胸のときめき』（原題：Return to Me）は、2000年製作のアメリカ合衆国のロマンティック・コメディ映画。
女優のボニー・ハントの初監督作品で、ハントは脚本、原案、出演もしている。

## あらすじ
建築家のボブの妻で動物行動学者のエリザベスは交通事故に遭い、脳死状態となり、彼女の心臓は臓器提供者を待つ患者のもとへ運ばれていった。
1年後、エリザベスを失った悲しみに暮れるばかりだったボブは、何気なく立ち寄った1軒のレストランでグレースという店の従業員をしている女性と知り合うが、ボブはグレースに不思議な親しさを感じ、やがて恋に落ちる。
実はあの時、エリザベスから心臓を移植されたのはグレースだったのだ。

## キャスト
- ボブ：デイヴィッド・ドゥカヴニー（吹替：寺杣昌紀）
- グレース：ミニー・ドライヴァー（吹替：麻生侑里）
- マーティ：キャロル・オコナー（吹替：宮川洋一）
- アンジェロ：ロバート・ロッジア（吹替：藤本譲）
- メーガン：ボニー・ハント（吹替：さとうあい）
- チャーリー：デヴィッド・アラン・グリア（吹替：長島雄一）
- エリザベス：ジョエリー・リチャードソン（吹替：唐沢潤）
- ジョー：ジェームズ・ベルーシ（吹替：野島昭生）
- エメット：エディ・ジョーンズ（吹替：筈見純）
- ウォーリー：ウィリアム・ブロンダー（吹替：松岡文雄）
- ソフィー：マリアンヌ・マルラライリー（吹替：竹口安芸子）

## 騒動
2003年制作の韓国のテレビドラマ『夏の香り』が本作の盗作ではないかと騒動になった。